# Маловасилівська сільська рада
Маловаси́лівська сільська́ ра́да — адміністративно-територіальна одиниця та орган місцевого самоврядування в Любашівському районі Одеської області. Адміністративний центр — село Мала Василівка.

## Загальні відомості
- Територія ради: 76,356 км²
- Населення ради: 1 080 осіб (станом на 2001 рік)
- Територією ради протікає річка Тилігул

## Населені пункти
Сільській раді підпорядковані населені пункти:
- с. Мала Василівка
- с. Велика Василівка
- с. Комарівка
- с. Михайлівка
- с. Новоолександрівка

## Населення
Згідно з переписом УРСР 1989 року чисельність наявного населення сільської ради становила 1651 особа, з яких 693 чоловіки та 958 жінок.
За переписом населення України 2001 року в сільській раді мешкало 1080 осіб.

### Мова
Розподіл населення за рідною мовою за даними перепису 2001 року:
| Мова       | Відсоток |
| ---------- | -------- |
| українська | 96,02 %  |
| молдовська | 2,22 %   |
| російська  | 1,57 %   |

## Склад ради
Рада складалася з 14 депутатів та голови.
- Голова ради: Заровний Володимир Михайлович
- Секретар ради: Лазуренко Тетяна Миколаївна

### Керівний склад попередніх скликань
| Прізвище, ім'я, по батькові   | Основні відомості                                                               | Дата обрання | Дата звільнення |
| ----------------------------- | ------------------------------------------------------------------------------- | ------------ | --------------- |
| Якименко Надія Олексіївна     | Сільський голова, 1961 року народження, член Соціалістичної партії України      | 26.03.2006   | 31.10.2010      |
| Заровний Володимир Михайлович | Сільський голова, 1980 року народження, освіта середня спеціальна, безпартійний | 31.10.2010   |                 |

Примітка: таблиця складена за даними сайту Верховної Ради України

### Депутати
За результатами місцевих виборів 2010 року депутатами ради стали:

#### За суб'єктами висування
| Суб'єкт висування | Кількість обраних депутатів | %    |
| ----------------- | --------------------------- | ---- |
| Народна партія    | 8                           | 57,1 |
| Партія регіонів   | 6                           | 42,9 |

#### За округами
| № округу        | Прізвище, ім'я, по батькові        | Дата визнання обраним | Освіта  | Партійна приналежність | Відомості про обраного депутата                                         |
| --------------- | ---------------------------------- | --------------------- | ------- | ---------------------- | ----------------------------------------------------------------------- |
| Народна Партія  |                                    |                       |         |                        |                                                                         |
| 3               | Чечуй Олександр Сергійович         | 01.11.2010            | середня | член Народної партії   | ТОВ «Тілігул», завідувач складу                                         |
| 5               | Лапушняну Валентина Іванівна       | 01.11.2010            | середня | позапартійна           | приватний підприємець                                                   |
| 6               | Ткаченко Григорій Дмитрович        | 01.11.2010            | середня | член Народної партії   | пенсіонер                                                               |
| 7               | Кузьмачевський Анатолій Васильович | 01.11.2010            | середня | позапартійний          | ТОВ «Тілігул», тракторист                                               |
| 9               | Дегтяренко Олена Анатоліївна       | 01.11.2010            | вища    | позапартійна           | Великовасилівська загальноосвітня школа І-ІІ ст., директор              |
| 10              | Лазуренко Тетяна Миколаївна        | 01.11.2010            | середня | позапартійна           | тимчасово не працює                                                     |
| 11              | Колісніченко Світлана Валеріївна   | 01.11.2010            | середня | позапартійна           | Новоолександрівська загальноосвітня школа І ст., вчитель                |
| 12              | Патрікан Олена Олександрівна       | 01.11.2010            | вища    | позапартійна           | ТОВ «Тілігул», головний економіст                                       |
| Партія регіонів |                                    |                       |         |                        |                                                                         |
| 1               | Печериця Лариса Вікторівна         | 01.11.2010            | вища    | член Партії регіонів   | Великовасилівська загальноосвітня школа І-ІІ ст., вчитель               |
| 2               | Бойченко Олександр Сергійович      | 30.12.2013            | вища    | член Партії регіонів   | ТОВ «Тілігул», водій                                                    |
| 4               | Боханцев Сергій Дмитрович          | 01.11.2010            | середня | член Партії регіонів   | пенсіонер                                                               |
| 8               | Левицький Михайло Іванович         | 01.11.2010            | середня | член УСВА              | Троїцьке лісництво, майстер лісу                                        |
| 13              | Кушнір Тетяна Миколаївна           | 01.11.2010            | середня | член Партії регіонів   | Комаріський фельдшерсько-акушерський пункт, завідувачка                 |
| 14              | Чунту Катерина Тимофіївна          | 01.11.2010            | середня | член Партії регіонів   | управління праці та соціального захисту населення, соціальний працівник |